# Wasserkraftwerk Dorfhain
Das Wasserkraftwerk Dorfhain ist ein Laufwasserkraftwerk bei Dorfhain und befindet sich im Eigentum der Stadtwerke Dresden.
Der größte Teil der Rohwasserversorgung der Stadt Dresden sollte mit dem Wasser der Talsperre Klingenberg erfolgen. Aus diesem Grund wurde das Wasserwerk Coschütz errichtet, welches über ein kombiniertes Stollen/Leitungssystem mit diesem Rohwasser versorgt wird. Dazu musste bei Dorfhain ein Druck von ca. 6 bar reduziert werden, der aus dem Höhenunterschied Talsperre Klingenberg – Stolleneingang Dorfhain resultiert.
Als technisches Bauwerk wurde dafür das Wasserkraftwerk Dorfhain errichtet. Die offizielle Inbetriebnahme erfolgte am 1. Juli 1944. Bis dahin wurde die Wilde Weißeritz durch ein Wehr angestaut und das Wasser durch einen Stollen zum Wasserkraftwerk Tharandt geleitet. Dieses Wehr wurde durch das Jahrhundert-Hochwasser zerstört. Die Reste der Anlage wurden abgerissen und die Wilde Weißeritz renaturiert.

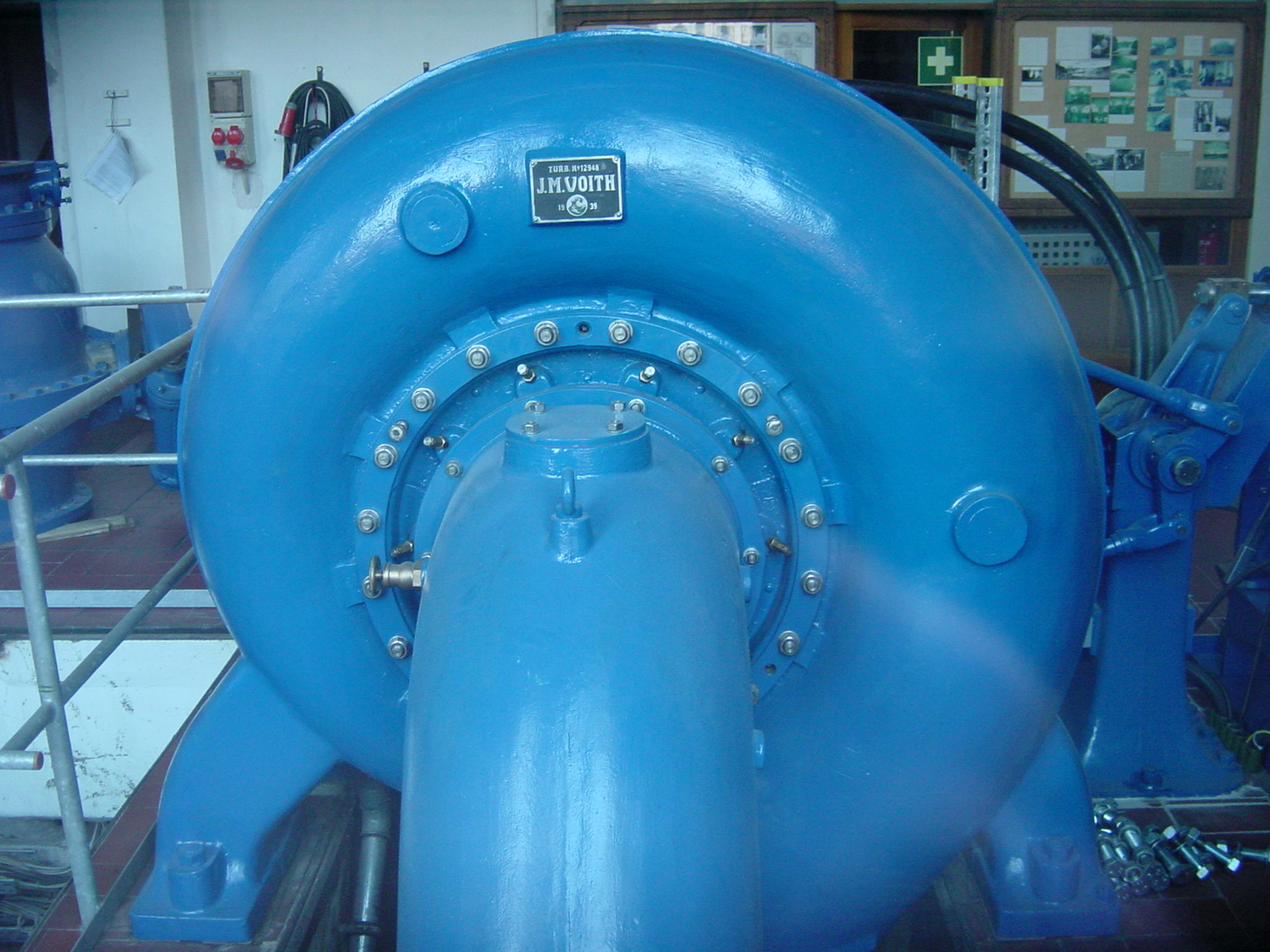
Eine der beiden Francis-Turbinen des Wasserkraftwerks Dorfhain

Im Wasserwerk werden zwei Francis-Turbinen (Baujahr: 1939, Hersteller: Voith) angetrieben. Die direkt gekoppelten asynchronen Drehstromgeneratoren (Baujahr: 1939, Hersteller: Siemens-Schuckertwerke) haben eine Leistung von je 650 kW. Fallen die Turbinen aus, wird durch einen Energievernichter (Baujahr: 1939, Hersteller: Voith, System: 2 belüftete Nadelventile) die Rohwasserversorgung des Wasserwerkes Coschütz gesichert.